# (12236) 1987 DD6
(12236) 1987 DD6 est un astéroïde de la ceinture principale d'astéroïdes découvert en 1987.

## Description
(12236) 1987 DD6 a été découvert le 22 février 1987 à l'observatoire de La Silla, au Chili, par Henri Debehogne.

### Caractéristiques orbitales
L'orbite de cet astéroïde est caractérisée par un demi-grand axe de 2,31 UA, un périhélie de 2,09 UA, une excentricité de 0,09 et une inclinaison de 4,16° par rapport à l'écliptique. Du fait de ces caractéristiques, à savoir un demi-grand axe compris entre 2 et 3,2 UA et un périhélie supérieur à 1,666 UA, il est classé, selon la JPL Small-Body Database, comme objet de la ceinture principale d'astéroïdes.

### Caractéristiques physiques
(12236) 1987 DD6 a une magnitude absolue (H) de 14,7 et un albédo estimé à 0,258.